# Пигліша
Пигліша (рум. Pâglișa) — село у повіті Клуж у Румунії. Входить до складу комуни Дебика.
Село розташоване на відстані 342 км на північний захід від Бухареста, 25 км на північ від Клуж-Напоки.

## Населення
За даними перепису населення 2002 року у селі проживали 169 осіб, усі — румуни. Усі жителі села рідною мовою назвали румунську.